# Provinz Bechar
Die Provinz Bechar (arabisch ولاية بشار, DMG Wilāyat Baššār, tamazight ⴰⴳⴻⵣⴷⵓ ⵏ ⴱⴻⵛⵛⴰⵔ Agezdu n Beccar; auch Baschar) ist eine Provinz (wilaya) im westlichen Algerien. Hauptstadt der Provinz ist Bechar.
Die Provinz liegt an der marokkanischen Grenze und umfasst eine Fläche von 50.050 km².
Mit einer Bevölkerung von rund 230.000 Menschen (Stand Ende 2009) ist sie dünn besiedelt, die Bevölkerungsdichte beträgt rund 4,6 Einwohner pro Quadratkilometer.
Im Dezember 2019 wurde der Südteil der Provinz abgetrennt, um die eigenständige Provinz Béni Abbès zu schaffen. Dabei verringerte sich die Fläche von 161.400 km² um 101.350 km² (62,8 %) und die Bevölkerung von 279.851 Einwohnern um 50.163 Einwohner (17,9 %). Die Anzahl der Kommunen verringert sich von 21 auf 11.

## Kommunen
In der Provinz liegen folgende Kommunen als Selbstverwaltungskörperschaften der örtlichen Gemeinschaft:
| Code ONS | Kommune                    | Bevölkerung 31. Dez. 2009 | Fläche (km²) |
| -------- | -------------------------- | ------------------------- | ------------ |
| 0801     | Bechar                     | 171724                    | 5050         |
| 0802     | Erg Ferradj                | 4554                      | 6410         |
| 0804     | Meridja                    | 570                       | 2270         |
| 0806     | Lahmar                     | 2061                      | 820          |
| 0809     | Mechraa Houari Boumedienne | 3088                      | 2820         |
| 0810     | Kénadsa                    | 14060                     | 2770         |
| 0813     | Taghit                     | 6505                      | 8040         |
| 0815     | Boukais                    | 937                       | 1760         |
| 8016     | Mougheul                   | 616                       | 640          |
| 0817     | Abadla                     | 14364                     | 2870         |
| 0821     | Beni Ounif                 | 11209                     | 16600        |